# Bátorove Kosihy
Bátorove Kosihy este o comună slovacă, aflată în districtul Komárno din regiunea Nitra, pe malul râului Vojnický potok⁠(d). Localitatea se află la altitudinea de 132 m deasupra n.m., se întinde pe o suprafață de 45,89 km2 și în 2017 număra 3.316 locuitori.

## Istoric
Localitatea Bátorove Kosihy este atestată documentar din 1156.

## Demografie
| An:                | 1994 | 2004   | 2014   | 2024   |
| ------------------ | ---- | ------ | ------ | ------ |
| Număr de persoane: | 3598 | 3493   | 3399   | 3291   |
| Diferență:         |      | −2,91% | −2,69% | −3,17% |

| An:                | 2023 | 2024   |
| ------------------ | ---- | ------ |
| Număr de persoane: | 3294 | 3291   |
| Diferență:         |      | −0,09% |